# Драган Милков
Драган Милков (Нови Сад, 1954) редовни је професор Правног факултета Универзитета у Новом Саду.

## Биографија
Дипломирао је на Правном факултету у Новом Саду 1976. године. Магистрирао је 1980. године на Правном факултету Универзитета у Београду одбранивши са одликом магистарски рад под насловом Самосталност органа управе. Као стипендиста француске владе докторску дисертацију је припремао 1981/1982. године на Сорбони – Универзитет Париз I, с темом Појам управног акта коју је одбранио с одликом на Правном факултету Универзитета у Београду 1983. године.
За асистента Правног факултета у Новом Саду изабран је 1977, за доцента 1984, за ванредног професора 1989, а за редовног професора 1994. године.

## Чланство у организацијама и телима
- Директор Института друштвених и правних наука Правног факултета у Новом Саду (1985–1990);
- Продекан Правног факултета у Новом Саду (1990–1992);
- Декан Правног факултета у Новом Саду (1992–1998);
- Шеф Катедре за јавно право на Правном факултету у Новом Саду;
- Од 2006. године председник Савета Правног факултета у Новом Саду;
- Председник Комисије за реформу факултета;
- Члан Комисије Правног факултета у Новом Саду за признавање страних високошколских исправа;
- Члан Стручног већа за друштвено-хуманистичке науке Универзитета у Новом Саду;
- Од 1998. до 2000. године стални члан Правног савета Савезне владе;
- Од 1994. године члан Међународног института омбудсмана – Edmonton – Alberta, Canada;
- Члан Радне групе Међународног института за управне науке из Брисела на пројекту Омбудсман (1995–1998);
- Од 1996. експерт Међународног института за управне науке из Брисела;
- Од 1997. до 1999. члан истраживачког тима Међународног научног пројекта британског савета с темом Administrative Control in United Kingdom and Yugoslavia;
- Од априла 2006. године члан Управног одбора Европског института омбудсмана, Инзбрук, Аустрија;
- Од 2011. до 2018. потпредседник Управног одбора Европског института омбудсмана;
- Од 2018. председник Европског института омбудсмана.

## Научни рад
Проф. др Драган Милков је учествовао на следећим међународним научним скуповима:
- Омбудсман, Нови Сад, 1989, саопштење под називом „О могућем југословенском омбудсману“;
- Colloque de droit constitutionnel, Lausanne, Suisse, 1990, саопштење „Federalism and protection of minorities“;
- L’avenir de l’Etat dans une économie de marché, Paris, 1991;
- Fifth International Ombudsman Conference, Wien, 1992;
- Ombudsman Concept, Taipei, Taiwan, 1994;
- Fourth World Congress, International Association of Constitutional Law, Tokio, Japan, 25 – 28 September 1995, кореферат „Protection of citizens rights“;
- Seventh International Anti-Corruption Conference, Beijing, China, 6 – 10 October 1995, реферат „Administrative Control and Anticorruption in Yugoslavia“;
- Sixth International Ombudsman Conference, Buenos Aires, 1996;
- Annual Conference of the International Association of Schools and Institutes of Administration, Durban, South Africa, 1996, реферат „Public Enterprises Boards in Yugoslavia“;
- Annual Conference of the International Association of Schools and Institutes of Administration, Québec, 1997, реферат „Central and Local Government Relations in Yugoslavia“;
- Annual Conference of the International Association of Schools and Institutes of Administration, Paris, 1998, реферат под насловом „Intergovernmental Relations in Yugoslavia“, реферат „The Structure of Public Administration in Yugoslavia“;
- Public Administration: Structures and Rules of Operation, Атина, Грчка, 2–3. март 2000;
- Der ombudsmann in alten und neuen Demokratien, у организацији Међународног института омбудсмана, Инзбрук, Аустрија, 26. јун 2003;
- Protection of Minorities and Ombudsman Reality, 10. мај 2004, Будимпешта, у организацији Европског института омбудсмана;
- VIII Congress of the International Ombudsman Institute, Québec, 7–10. септембар 2004, реферат „Central and Local Government Relations in Yugoslavia“;
- The Ombudsman in South and Eastern Europe: enhancing regional cooperation, 28 – 29. септембар 2004, Београд, у организацији Eunomia Project и грчког омбудсмана, Мисије ОЕБС-а за СЦГ, Пакта за стабилност за Југоисточну Европу и Министарства за државну управу и локалну самоуправу Републике Србије. Излагање с темом „Закон о омбудсману Републике Србије“;
- Округли сто с темом „Реформа државне управе и демократизација друштва – Закон о омбудсману“, у организацији Министарства за државну управу и локалну самоуправу Републике Србије уз подршку Мисије ОЕБС-а у Србији и Црној Гори, Београд, 22. новембра 2004. године;
- 9th Round table of European National Ombuds persons, у организацији Комесара за људска права Савета Европе и данског омбудсмана, Копенхаген, 31. март – 1. април 2005. године;
- The conceivability, but also the inconceivability, of a hierarchical structuring of ombudsman institutions, European Ombudsman Institute, Innsbruck, Austria, 1. април 2006. године;
- саопштење по позиву на међународном научном скупу који је одржан на Правном факултету у Темишвару 24. октобра 2008. године. Рад под насловом „The Protector of Citizens – Serbian Ombudsman“;
- уводно предавање по позиву, Шверин, СР Немачка, скуп у организацији омбудсмана покрајине Mecklenburg-Vorpommern, Die Entwicklung des Ombudsmanswesens, 26. септембар 2010;
- Саопштење по позиву на скупу Réformes et mutations des collectivités territoriales, у организацији GRALE (Група за истраживање локалне самоуправе у Европи) Универзитета Paris I (Panthéon Sorbonne) и Универзитета Тулуз I, у Тулузу 21–22. октобар 2010, с рефератом на тему „Collectivité territoriale en Serbie“;
- Саопштење по позиву на научном скупу Law as unifying factor of Europe- jurisprudence and practice, у организацији Правног факултета у Братислави, 21–23. октобар 2010. године, с рефератом на тему „Ombudsman – Administrative Control Tool“.
- Проф. др Драган Милков је био на стручним усавршавањима и студијским боравцима у иностранству: Université de Paris I;
- Juristische Fakultät Köln; Université Catholique de Louvain;
- Juristische Fakultät Wien;
- Juristische Fakultät der Universität Regensburg;
- Médiateur de la République, Paris;
- Volksanwaltschaft, Vienna;
- Ombudsman, Copenhagen, Ombudsman, Stockholm;
- University of London; University of Reading.
- Проф. др Драган Милков је био руководилац међународног научног пројекта OECD-а с темом Однос управе и грађана (1986–1989);
- међународног научног пројекта OECD-а с темом Омбудсман (1989–1992);
- пројекта Право Србије у европској перспективи – Пројекат Министарства за науку и технолошки развој Републике Србије (2009-2011);
- пројекта „Теоријски и практични проблеми стварања и примене права“ чији је носилац Правни факултет у Новом Саду (2011-2015). Руководилац је пројекта „Правна традиција и нови правни изазови“, чији је носилац Правни факултет у Новом Саду (2016-2020).
- Током октобра и новембра 2001. године предавао је као гостујући професор на Универзитету у Тулузу, Француска.
- Професор Милков је аутор/коаутор више књига на српском језику, једне књиге на енглеском и једне на француском језику и око стотину научних и стручних радова.

Области његовог научног интересовања су: општа питања управног права, управни акт, управни поступак, контрола управе, омбудсман и управни спор.

## Изабрана библиографија

### Књиге
1. Milkov, Dragan (2017). Le développement de l'institution de l'ombudsman. In: Mélanges en l'honneur du Professeur Gérard Marcou, Paris, IRJS Editions, pp. 893-907. ISBN 978-2-919211-78-4.
2. Milkov, Dragan (2016). Die Verwaltungsgerichtsbarkeit in Serbien. In: Vergleichendes Verwaltungsrecht in Südosteuropa : Grundriss der Verwaltungsordnungen Sloweniens, Kroatiens, Serbiens und Mazedoniens, B. Wieser, A. Stolz (Hrsg), Wien, Verlag Österreich, pp. 485-527. ISBN 978-3-7046-7583-5.
3. Milkov, Dragan (2016). Die Verwaltungsverfahen in Serbien. In: Vergleichendes Verwaltungsrecht in Südosteuropa : Grundriss der Verwaltungsordnungen Sloweniens, Kroatiens, Serbiens und Mazedoniens, B. Wieser, A. Stolz (Hrsg), Wien, Verlag Österreich, pp. 271-329. ISBN 978-3-7046-7583-5.
4. Милков, Драган; Радошевић, Ратко (2016). Права грађана и државна управа. Нови Сад, Правни факултет, Центар за издавачку делатност. ISBN 978-86-7774-168-6.
5. Milkov, Dragan (2015). Ombudsman. About the name of the Institution. In: European Heart of Human Rights = Европейское сердце прав человека / editor Nina Karpachova and Josef Siegele, Kijev, Noviy Druck, pp. 85-92. ISBN 978-617-635-076-7.
6. Милков, Драган (1998 (седмо издање 2013)). Управно право III - контрола управе. Центар за издавачку делатност Правног факултета у Новом Саду, Нови Сад. Проверите вредност парамет(а)ра за датум: |date= (помоћ)
7. Милков, Драган (1997 (седмо издање 2013)). Управно право II - управна делатност. Центар за издавачку делатност Правног факултета у Новом Саду, Нови Сад. Проверите вредност парамет(а)ра за датум: |date= (помоћ)
8. Milkov, Dragan (2012). Collectivités locales en Serbie. In. Regourd, S., Carles, J., Guignard, D. (Ed.): Réformes et mutations des collectivités territoriales, Paris, L’Hartman, pp. 505-514. ISBN 978-2-296-55833-5.
9. Milkov, Dragan (2011). Institucija ombudsmana u Republici Srbiji. In: Gelevski, S. (ured.): Zbornik na Pravniot fakultet "Justinijan prvi" vo Skopje : vo čest na prof. dr Naum Grizo, Skoplje, Praven fakultet "Justinijan Prvi", pp. 71-88. ISBN 978-9989-194-52-8.
10. Milkov, Dragan (2010). Ombudsman - Administrative Control Tool. In: Current Issues of Administrative Procedure : English Part, Bratislava, Comenius University In Bratislava, Faculty of Law, pp. 89-100. ISBN 978-80-7160-304-7.
11. Milkov, Dragan (2010). The Protector of Citizens - Serbian Ombudsman. In: Tutomir, O. (Ed.): Conferinta internationala bienala, Timisoara, Wolters Kluwer, Romania, pp. 29-42.
12. Milkov, Dragan (2006). Le Contrôle de l Administration en Serbie. In: Mélanges offerts au professeur Michel Lesage: L Etat et le droit d Est en Ouest, Pariz, LGDJ, 511-521. ISBN 978-2-908199-44-4.
13. Milkov, Dragan (2000). Ombudsman in the Countries of the Former Socialist Federal Republic of Yugoslavia. In: Gregory, R., Giddings, P. J. (ed.): Righting Wrongs : The Ombudsman in Six Continents (International Institute of Administrative Sciences Monographs, 13), Amsterdam, IOS Press, pp. 373-389. ISBN 978-1-58603-044-5.
14. Милков, Драган (1998). Приручник за полагање правосудног испита (део о управном праву). Службени гласник, Београд.
15. Милков, Драган; Простран, Чедомир (1997). Коментар закона о општем управном поступку. Службени гласник, Београд.
16. Милков, Драган (1997 (осмо издање 2013)). Управно право I - уводна и организациона питања. Центар за издавачку делатност Правног факултета у Новом Саду, Нови Сад. Проверите вредност парамет(а)ра за датум: |date= (помоћ)
17. Милков, Драган (1993). Организација управе. Центар за издавачку делатност Правног факултета у Новом Саду, Нови Сад.
18. Milkov, Dragan (1992). Yougoslavie : la réforme des Etats serbe et croate. In: Berger Levrault (ed.): L’Etat en transition : l’Europe centrale, Pariz, Institut international d’administration publique, pp. 41-46. ISBN 978-2-11-086984-5.
19. Милков, Драган (1989). Управно право - управна делатност. Београд.

### Научни радови
1. Милков, Драган; Радошевић, Ратко (2017). „ОБАВЕШТАВАЊЕ У УПРАВНОМ ПОСТУПКУ” (PDF). Зборник радова Правног факултета у Новом Саду. LI br. 4: 1207–1227. Архивирано из оригинала (PDF) 03. 12. 2021. г. Приступљено 01. 11. 2018.
2. Милков, Драган; Радошевић, Ратко (2016). „НЕКЕ НОВИНЕ У ЗАКОНУ О ОПШТЕМ УПРАВНОМ ПОСТУПКУ” (PDF). Зборник радова Правног факултета у Новом Саду. L br. 3: 733–752. Архивирано из оригинала (PDF) 29. 11. 2021. г. Приступљено 01. 11. 2018.
3. Милков, Драган (2015). „УЛОГА УПРАВЕ У ПОСТУПКУ ВРАЋАЊА ЗАДРУЖНЕ ИМОВИНЕ” (PDF). Зборник радова Правног факултета у Новом Саду. XLIX br. 2: 469–482. Архивирано из оригинала (PDF) 27. 11. 2021. г. Приступљено 01. 11. 2018.
4. Милков, Драган (2015). „ИНСПЕКЦИЈСКИ НАДЗОР И ЗАШТИТА ЖИВОТНЕ СРЕДИНЕ” (PDF). Зборник радова Правног факултета у Новом Саду. XLIX br. 4: 1441–1458. Архивирано из оригинала (PDF) 03. 12. 2021. г. Приступљено 01. 11. 2018.
5. Милков, Драган (2014). „ЈАВНЕ АГЕНЦИЈЕ У СРБИЈИ Случајна грешка или лоша намера?” (PDF). Зборник радова Правног факултета у Новом Саду. XLVIII br. 3: 25–36. Архивирано из оригинала (PDF) 03. 12. 2021. г. Приступљено 01. 11. 2018.
6. Милков, Драган (2014). „О ПОТРЕБИ УСКЛАЂИВАЊА СРПСКОГ УПРАВНОГ ПОСТУПКА СА ПРАВОМ ЕВРОПСКЕ УНИЈЕ”. Зборник радова Правног факултета у Нишу. br. 68: 83—96.
7. Милков, Драган (2013). „УПРАВА И ЗАШТИТА ЖИВОТНЕ СРЕДИНЕ - организационе претпоставке” (PDF). Зборник радова Правног факултета у Новом Саду. XLVII br. 3: 61–73. Архивирано из оригинала (PDF) 03. 12. 2021. г. Приступљено 01. 11. 2018.
8. Милков, Драган (2013). „ПОВОДОМ НАЦРТА ЗАКОНА О ОПШТЕМ УПРАВНОМ ПОСТУПКУ : Корак напред или десет у страну?” (PDF). Зборник радова Правног факултета у Новом Саду. XLVII br. 1: 85–99. Архивирано из оригинала (PDF) 03. 12. 2021. г. Приступљено 01. 11. 2018.
9. Милков, Драган (2012). „РЕФОРМЕ УПРАВНО-ПРОЦЕСНОГ ЗАКОНОДАВСТВА У СРБИЈИ” (PDF). Зборник радова Правног факултета у Новом Саду. XLVI br. 4: 33–43. Архивирано из оригинала (PDF) 03. 12. 2021. г. Приступљено 01. 11. 2018.
10. Милков, Драган (2011). „О УПРАВНОМ СПОРУ У СРБИЈИ” (PDF). Зборник радова Правног факултета у Новом Саду. XLV br. br. 3 tom 1: 121–139. Архивирано из оригинала (PDF) 03. 12. 2021. г. Приступљено 01. 11. 2018.
11. Милков, Драган (2011). „ЕКСПРОПРИЈАЦИЈА - ИЗМЕЂУ ПРИВАТНОГ И ЈАВНОГ” (PDF). Анали Правног факултета у Београду. 59 br. 2: 43—62.